# Aeroportul Municipal Bridgeport
Aeroportul Municipal Bridgeport (IATA: XBP, ICAO: KXBP, FAA LID: XBP) este un aeroport din Texas, Statele Unite ale Americii.
Situat la o altitudine de 260 m, aeroportul dispune de 1 pistă.

## Infrastructură

### Piste
Aeroportul dispune de o singură pistă. Pista 18/36 are suprafața de asfalt și dimensiunile 5.005 picioare × 75 picioare. 